# Râul Bălescu Mare
Râul Bălescu Mare este curs de apă afluent al râului Bâsca Mică. 

## Hărți
- Harta Munții Buzăului [nefuncțională – arhivă]